# Matthew Hussey
Matthew Hussey (sinh ngày 19 tháng 6, 1987 tại Essex, England) là chuyên gia tư vấn hẹn hò người Anh, một YouTuber, và tác giả viết sách. Hussey cũng thường xuất hiện nhiều trên tivi, bao gồm là người se duyên trong chương trình truyền hình Ready for Love của đài NBC. Anh ấy cũng là chuyên gia tư vấn tình yêu trên chương trình Today Show. Trong năm 2013, anh ấy xuất bản quyển sách đầu tay, Get The Guy: Learn Secrets of the Male Mind to Find the Man You Want and the Love You Deserve’’ là quyển sách bán chạy nhất trên New York Times 
Kênh YouTube của Hussey có hơn 1,1 triệu người theo dõi và 183 triệu lượt xem tính tới tháng 2 năm 2018. He has hosted the radio show Love Life with Matthew Hussey.

## Thời niên thiếu
Hussey sinh ra tại Essex, Anh vào ngày 19 tháng 6 năm 1987 và là con trai của Stephen và Pauline Hussey. Anh ấy có hai người anh em.

## Nghề nghiệp
Hussey bắt đầu làm chuyên gia tư vấn đời sống khi còn trẻ, và vào năm 2008 bắt đầu chuyển sang làm chuyên gia tư vấn hẹn hò cho phụ nữ ở độ tuổi khoảng từ 20 đến 60. Ban đầu Hussey là chuyên gia tư vấn hẹn hò cho đàn ông.
Vào năm 2010, anh ấy di cư đến Hoa Kỳ và từ lúc đó thu hút nhiều người theo dõi bao gồm cả các nữ diễn viên Eva Longoria và Tyra Banks.
Anh ấy đã từng viết một mục báo trong tạp chí Cosmo từ năm 2015 và tạo ra chương trình hướng dẫn Get the Guy trên mạng, buổi hướng dẫn tổng cộng bảy tiếng và các buổi tư vấn trực tiếp trị giá $4.000 mỗi năm ở Vương quốc Anh và Hoa Kỳ. Các buổi hướng dẫn bao gồm những chẩn đoán, lời khuyên làm thế nào để tiếp cận, đưa ra cách hội thoại, và cách nhắn tin dành cho các tình huống khác nhau. Buổi tư vấn 1-1 với Hussey trị giá $10.000/giờ đã thu hút sự chú ý của giới truyền thông và thậm chí gây tranh cãi. Diện mạo giống như một diễn viên nổi tiếng của anh ấy là một phần lý do khiến nhiều phụ nữ cuồng nhiệt theo dõi.
Get the Guy là sản phẩm kinh doanh gia đình được quản lý bởi Steve Hussey, bố của Matthew. Stephen, người anh em ruột của Matthew, thường xuất hiện trong các video của Matthew trên YouTube và viết nội dung cho trang của Matthew.

## Quan điểm
Hussey khuyên những người phụ nữ nên bắt chuyện với đàn ông trên đường và trong các quán cà phê thay vì chỉ ở các quán bar và luôn ăn mặc đẹp nhất thậm chí trong những ngày bình thường.. Anh ấy khuyến khích những người phụ nữ nên đặt ra những tiêu chuẩn riêng cho mình, trở nên tự tin nhưng phải làm giá và có một cuộc sống màu sắc sẽ thu hút đàn ông. Anh ấy giúp phụ nữ đối mặt với những thử thách trong môi trường hẹn hò của thời công nghệ. Anh ấy còn khuyên những người phụ nữ nên bắt chuyện với đàn ông bằng cách nhờ sự giúp đỡ.

## Sách
- Get The Guy: Learn Secrets of the Male Mind to Find the Man You Want and the Love You Deserve (2013)